# Harold McGee
Harold McGee es un escritor estadounidense especializado en gastronomía, con un especial énfasis en la química de los alimentos. Una de sus obras más conocidas es On Food and Cooking: The Science and Lore of the Kitchen, publicada en 1984. Desde entonces ha sido traducida del inglés a diversos idiomas (incluido el español) y recibido además numerosos premios. En 2004 fue presentada una nueva edición revisada y ampliada de este libro. La labor divulgadora de McGee le lleva a realizar numerosas actividades en universidades, restaurantes, congresos, etc. 

## Biografía
Harold estudió inicialmente gastronomía en el California Institute of Technology ("Caltech") y fue allí donde tomó su vocación por la ciencia y los alimentos. Se graduó con una licenciatura (B.S.) en literatura en 1973. En 1978 publica su tesis doctoral, titulada "Keats and the Progress of Taste" en la Universidad de Yale. Posteriormente hizo carrera como escritor culinario en diversas revistas. Su estilo ha influenciado a cocineros como Heston Blumenthal, Alton Brown, Shirley Corriher, y Russ Parsons.

## Obra
Aparte de los libros citados más abajo, escribe periódicamente artículos en el New York Times, el The World Book Encyclopedia, el The Art of Eating, Food & Wine, Fine Cooking, y en Physics Today. Participa en diversas conferencias internacionales como Madrid Fusión, Universidades, etc. Sus obras en formato de libro, a fecha de 2008, son:
- Keys to Good Cooking: A Guide to Making the Best of Foods and Recipes" (ISBN 1-594-20268-0, 2010)
- On Food and Cooking: The Science and Lore of the Kitchen (ISBN 0-684-80001-2, 1984) - - Obra con la que ganó el Andre Simon Memorial Fund Book Award en Reino Unido.
- The Curious Cook: More Kitchen Science and Lore (ISBN 0-02-009801-4, 1990)